# Uriz (Begonte)
Uriz (llamada oficialmente Santo Estevo de Uriz) es una parroquia y una aldea española del municipio de Begonte, en la provincia de Lugo, Galicia.

## Organización territorial
La parroquia está formada por ocho entidades de población, constando cinco de ellas en el nomenclátor del Instituto Nacional de Estadística español:
- Aldea (A Aldea)
- Barrosela
- Marco (O Marco)
- Monte (O Monte)
- Ponte (A Ponte)
- Ramallide
- Santo André
- Uriz (Santo Estevo de Uriz)

## Demografía

### Parroquia
| Gráfica de evolución demográfica de Uriz (parroquia) entre 2000 y 2019 |
|                                                                        |
| Datos según el nomenclátor publicado por el INE.                       |

### Aldea
| Gráfica de evolución demográfica de Uriz (aldea) entre 2000 y 2019 |
|                                                                    |
| Datos según el nomenclátor publicado por el INE.                   |